# Michelangelo Anselmi
Pour les articles homonymes, voir Anselmi.

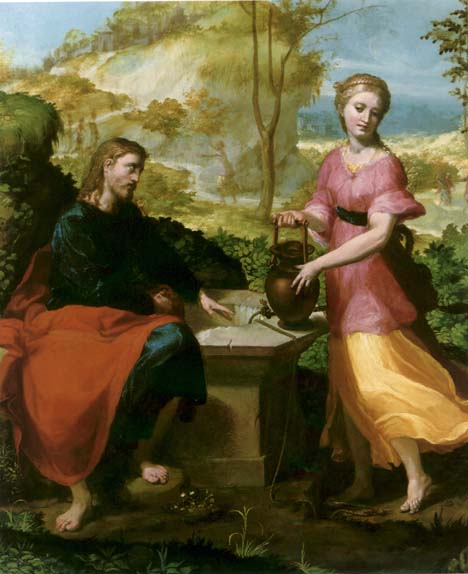
Jésus et la Samaritaine, ca 1550, Lakewiew Museum, États-Unis.

Michelangelo Anselmi (Lucques, 1492 – Parme, 1556), nommé aussi lo Scalabrino, est un peintre italien de l'école de Parme.

## Biographie
Sa famille s'établit de Lucques à Sienne vers le 1500 et en 1511. Il y est cité pour la première fois comme peintre. Élève du Sodoma et de Bartolomeo Neroni, il subit les influences de Beccafumi aussi. On conserve seulement deux de ses œuvres à Sienne, une fresque dans l'église de Fontegiusta et un bois de la Sainte Famille dans la Pinacothèque Nationale, attribué aussi à Neroni. 
Vers  1515, il va à Parme, la ville natale du père Antonio, et il y est répertorié comme peintre dès 1520 : à partir de cette année, Anselmi travaille toujours à Parme, sauf pour de brefs séjours à Venise en 1538, en 1542 à Mantoue, en 1544 à Sienne et en 1546 toujours à Venise.  
Ses premières œuvres importantes à Parme sont : 
- les fresques en 1522-1523 dans les bas-côtés, les absides du transept et des deux chapelles de l'église de l'abbaye Saint-Jean-l'Évangéliste tandis que Parmigianino travaillait dans les chapelles latérales et Le Corrège peignait à fresque la coupole ;
- suivent une Conversation Sacrée en 1526 dans la Cathédrale,
- une Vierge à l'Enfant en gloire et les saints Stéphane et Jean-Baptiste vers le 1535 pour l’église de Santo Stefano qui, soustraite par les Français en 1803, est conservé à présent au Louvre,
- les fresques de l’église de San Bartolomeo à Busseto en 1538,
- la fresque de le Couronnement de la Vierge dans l’abside de l’église de Santa Maria della Steccata de 1540 à 1542,
- sur les dessins de Giulio Romano, les fresques dans la Cathédrale, une Adoration des Mages et les Quatre prophètes de 1554 à 1556, terminés depuis sa mort par Bernardino Gatti.

## Style
Dans ses œuvres parmesanes, Anselmi reste fidèle à sa formation siennoise, dérivée de Sodoma et de Beccafumi, mais on peut retracer aussi les influences de Fra Bartolomeo et Andrea del Sarto.    
Dès 1520 domine l’influence du Corrège, avec lequel il collabore dans les fresques de la Cathédrale, unifiant la culture classique siennoise avec l’harmonie sensuelle corrégesque. Dans les œuvres tardives émergent des éléments maniéristes dérivants de Giulio Romano même si prévaut le style siennois-corrègesque.   
Les compositions d’Anselmi sont dynamiques, exécutées sur la base d’un dessin solide et des recherches d'effets de couleurs chaudes et brillantes ; dès les années 1530, il renforça le rapport lumière–couleur et la plasticité des figures, avec un plus grand intérêt pour le paysage et la profondeur spatiale.

## Œuvres
- Busseto, église de San Bartolomeo, fresques
- Lakewiew, États-Unis, Lakewiew Museum, Christ et la Samaritaine
- Milan, Pinacoteca de Brera, Les saints Jêrôme et Catherine
- Mantoue, Collection privée, Sainte Famille et sainte Élisabeth,
- Modène, Galleria Estense, Sainte Famille et deux saints
- Munich, Alte Pinakothek, Vierge à l'Enfant en gloire et deux saints
- Naples, Musée Capodimonte de Naples : Les saints Claire et Antoine, Vierge à l'Enfant, Sainte Famille, Vierge à l'Enfant et deux saints, Portrait de Bernardo da Castelbolognese, Portrait de tailleur
- Paris, Musée du Louvre, Vierge glorieuse entre saint jean-Baptiste et saint Etienne, 1530-1540, bois, 169 × 123 cm[1]
- Parme, Duomo, Vierge à l'Enfant et quatre saints
- Parme, Madonna della Steccata, fresques dans l'abside et dans le chœur
- Parme, Palais Calatta, fresques
- Parme, San Giovanni Evangelista, Christ portant la Croix, Saint Sébastien, Saint Jean-Baptiste, fresques
- Parme, Galleria Nazionale, Saint Pierre martyr, Vierge à l'Enfant, Sainte Famille, Vierge à l'Enfant en gloire et quatre saints
- Parme, Oratorio della Concezione, fresques dans la coupole en collaboration avec Francesco Maria Rondani
- San Secondo Parmense, château, fresques
- Sienne, pinacothèque nationale de Sienne, Sainte Famille,
- Sienne, église de Fontegiusta, Circoncision, fresque
- Soragna, Carzeto, église de San Giovanni Battista, Vierge à l'Enfant et deux saints
- Tizzano Val Parma, Casa Galvana, église de San Michele Arcangelo, Vierge à l'Enfant et trois saints
- Washington, National Gallery, Apollon et Marsia

### Bases de données et dictionnaires
- Ressources relatives aux beaux-arts :   - AGORHA
  - Bénézit
  - British Museum
  - Grove Art Online
  - Musée Städel
  - MutualArt
  - National Gallery of Art
  - RKDartists
  - Union List of Artist Names
- Notices dans des dictionnaires ou encyclopédies généralistes :   - Deutsche Biographie
  - Dizionario biografico degli italiani
  - Enciclopedia italiana
  - Enciclopedia De Agostini
  - Treccani
- Notices d'autorité :   - VIAF
  - ISNI
  - IdRef
  - LCCN
  - GND
  - Italie
  - WorldCat